# Tim Butler
Tim Butler (* jako Timothy George Butler; 7. prosince 1958 Teddington, Middlesex, Anglie) je britský baskytarista. V roce 1977 společně se svým bratrem Richardem Butlerem založil skupinu The Psychedelic Furs, ve které s přestávkou v letech 1991–2000 působí dodnes. V mezidobí byli oba bratři členy skupiny Love Spit Love.